# 達希夫

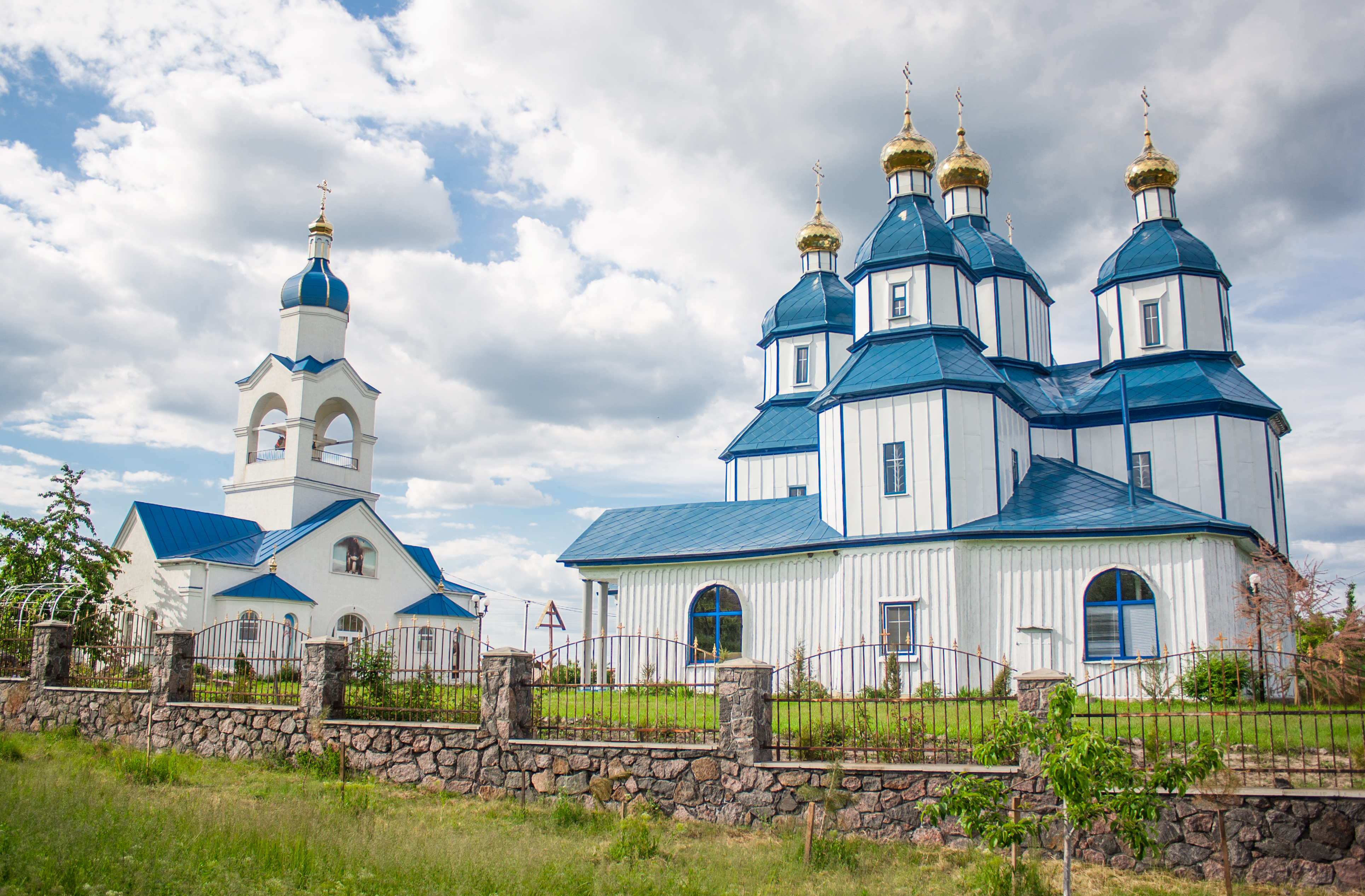
教堂

達希夫（烏克蘭語：Дашів），是烏克蘭西南部文尼察州海辛區达希夫市镇内的市級鎮及其行政中心。始建於1420年，面積7.54平方公里，海拔高度198米，2014年該市級鎮人口3,954，人口密度每平方公里524人。